# Scapania hoffeinsiana
Scapania hoffeinsiana là một loài rêu trong họ Scapaniaceae. Loài này được Grolle mô tả khoa học đầu tiên năm 2001.